# Gifuella
Gifuella es un género de foraminífero bentónico considerado un sinónimo posterior de Colania de la subfamilia Neoschwagerininae, de la familia Neoschwagerinidae, de la superfamilia Fusulinoidea, del suborden Fusulinina y del orden Fusulinida. Su especie tipo era Colania larga. Su rango cronoestratigráfico abarcaba el Guadalupiense (Pérmico medio).

## Discusión
Clasificaciones más recientes incluirían Gifuella en la S superfamilia Neoschwagerinoidea, y en la subclase Fusulinana de la clase Fusulinata. Algunas clasificaciones lo han considerado un género válido de la subfamilia Gifuellinae.

## Clasificación
Gifuella incluía a las siguientes especies:
- Gifuella amicula †
- Gifuella gifuensis †